# Eosentomon proximum
Eosentomon proximum är en urinsektsart som beskrevs av Sören Ludvig Paul Tuxen 1976. Eosentomon proximum ingår i släktet Eosentomon och familjen trakétrevfotingar. Inga underarter finns listade i Catalogue of Life.